# 秋山元蔵
秋山 元蔵（元藏、あきやま もとぞう、1854年8月8日（嘉永7年7月15日）- 1920年（大正9年）4月24日）は、明治から大正期の実業家、政治家。衆議院議員、山梨県南巨摩郡増穂村長（初代）。

## 経歴
甲斐国巨摩郡青柳村（山梨県南巨摩郡増穂村、増穂町を経て現富士川町青柳町）で、豪農・秋元源兵衛の四男として生まれる。村塾で漢学を修め、普通学を独習した。1873年（明治6年）分家したが、長兄・長十郎（源兵衛）が富士川遭難で死去したため、その子（甥）勝蔵（秋山源兵衛）の後見として入夫した。
1876年（明治9年）増穂村副戸長に就任。以後、増穂村会議員、同村学務委員を務める。1889年（明治22年）町村制施行に伴い初代・増穂村長に就任し1891年（明治24年）まで在任。1890年（明治23年）南巨摩郡会議員に就任し、同参事会員も務めた。1889年山梨県会議員に選出され、1893年（明治26年）に再選され1897年（明治30年）まで2期在任した。1898年（明治31年）8月の第6回衆議院議員総選挙で山梨県第3区から憲政本党所属で出馬して当選し、衆議院議員に1期在任した。
実業界では、合資会社青山運輸役員、山梨農工銀行取締役、秋山銀行顧問、共同製糸白嶺社社長などを務めた。